# Бихори
Бихори (на чешки: Býchory) е село в централна Чехия, част от окръг Колин в Средночешкия край. Населението му е около 683 души (1 януари 2024).
Разположено е на 214 метра надморска височина в Чешката равнина, на 7 километра североизточно от Колин и на 60 километра източно от Прага. Селището се споменава за пръв път през 1352 година. Местното имение, построено през 1865 година в неоготически стил, през 1904 – 1916 година е собственост на известния цигулар Ян Кубелик.

## Известни личности
Родени в Бихори
- Рафаел Кубелик (1914 – 1996), диригент и композитор